# José Ruy Gonçalves Lopes
José Ruy Gonçalves Lopes OFM Cap. (ur. 6 sierpnia 1967 w Feira de Santana) – brazylijski duchowny katolicki, biskup Caruaru od 2019.

## Życiorys
5 grudnia 1993 otrzymał święcenia kapłańskie w zakonie kapucynów. Był m.in. wychowawcą nowicjatu, definitorem i ministrem prowincjalnym oraz dyrektorem Kolegium św. Antoniego.
4 lipca 2012 papież Benedykt XVI mianował go biskupem diecezji Jequié. Sakry biskupiej udzielił mu 7 września 2012 biskup Magnus Henrique Lopes.
10 lipca 2019 papież Franciszek mianował go ordynariuszem diecezji Caruaru.